# Frango da coroação
O frango da coroação (ou Poulet Reine Elizabeth) é um prato de carne de frango feito com molho cremoso de curry. Pode ser consumido como salada ou usado para rechear sanduíches.
Segundo experts, a receita é uma das mais famosas da gastronomia britânica.

## História
Rosemary Hume (1907-1984), diretora da École Le Cordon Bleu de Londres, criou a receita em 1953, tendo o prato sido lançado em 2 de junho de 1953 no banquete de coroação de Elizabeth II. Algumas vezes sua autoria também é atribuía a uma amiga de Hume, a florista, Constance Spry (1886-1960).

## Receita

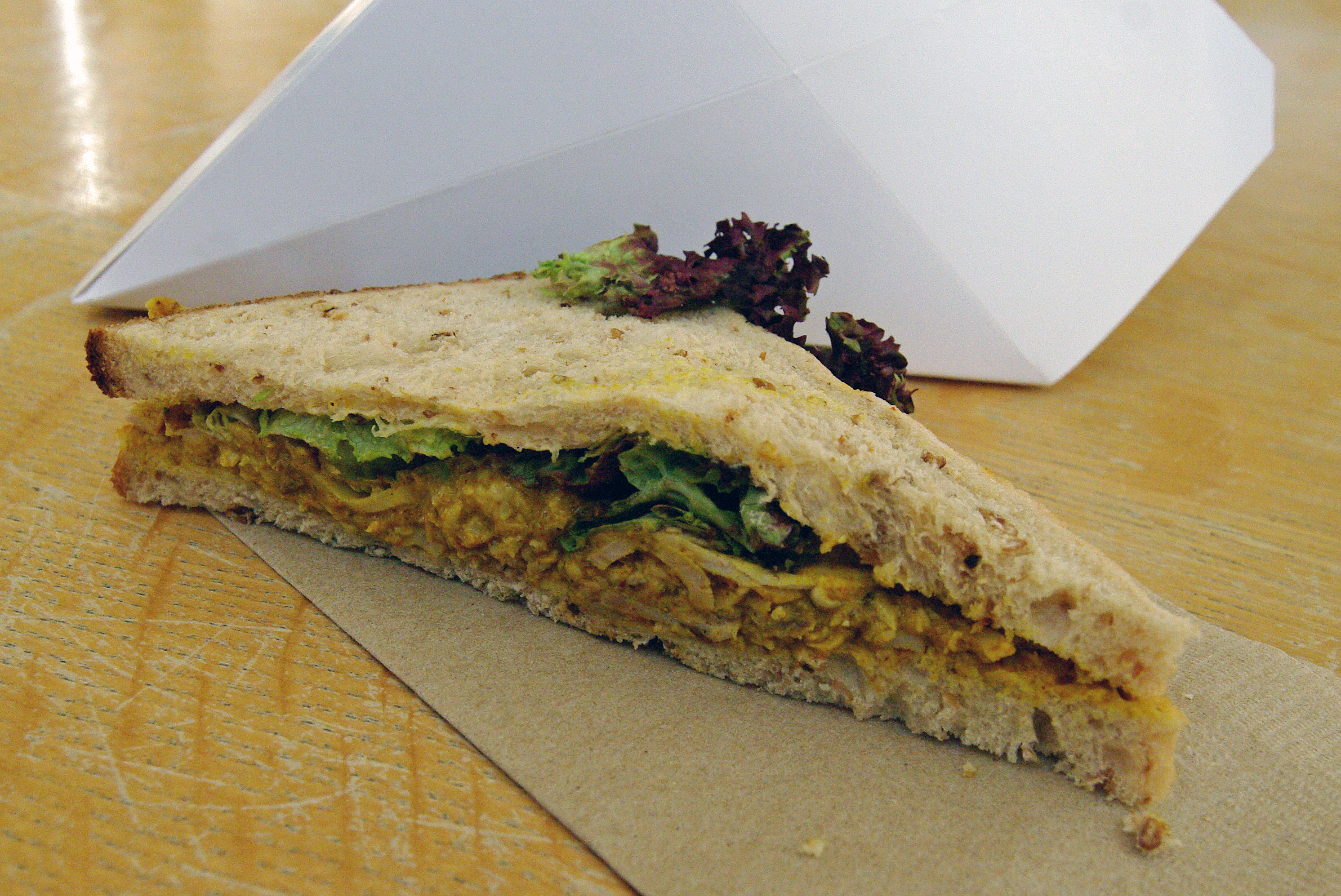
Sanduíche recheado com o frango da coroação

A receita leva peito de frango cozido com condimentos como cardamomo, canela e sementes de mostarda, que depois de cortado ou desfiado é misturado com um molho à base de maionese e curry.

## Leia também
- Pudim de Platina
- Quiche da coroação